# El pasado (película de 2007)
El pasado es una película argentina-brasileña dramática de 2007 coescrita y dirigida por Héctor Babenco y basada en la novela homónima de Alan Pauls. Es protagonizada por Gael García Bernal, Moro Anghileri, Analía Couceyro, Ana Celentano, Mabi Abele y Carlos Portaluppi. El film suele ser clasificado como cine de arte y cine de autor.

## Sinopsis
Luego de 12 años, Sofía y Rímini deciden separarse. Mientras Rímini trata de alejarse de ella y comenzar una nueva vida, Sofía se queda aferrada al pasado y lo acosa de manera constante. Ella reaparece una y otra vez en el horizonte de Rímini para reconquistarlo, torturarlo o redimirlo.

## Reparto
- Gael García Bernal ... Rímini
- Analía Couceyro ... Sofía
- Ana Celentano ... Carmen
- Moro Anghileri ... Vera
- Paulo Autran ... Poussiere
- Mimí Ardu ... Nancy
- Axel Pauls ... Padre
- Marta Lubos ... Frida
- Claudio Tolcachir ... Víctor
- Marcelo Chaparro ... Javier
- Tamara Kiper ... Lidia
- Miriam Odorico ... Alicia
- Julieta Vallina ... Isabel
- Armenia Martínez ... Mercedes
- Cristian Bonaudi ... Fotógrafo de modelos
- Leticia Mazur ... Pelirroja boliche
- Rodolfo Prante ... Hombre baño boliche
- Edgardo Cozarinsky ... Bonet
- Marina Sarza ... Señora Cabo Polonio
- Agustina Sarza ... Nena Cabo Polonio
- Karin Rodrigues ... Amante Poussiere
- José Mehrez ... Empleado palco
- Hernán Romero ... Empleado platea
- Michael Wade ... Economista
- Daniel Gimelberg ... Periodista
- Alfredo Martín ... Médico neurólogo
- Robson Nunes ... Vendedor ambulante
- George Freire ... Artista plástico
- Tamayo Nazarian ... Empleado hotel
- Marcelo Serré ... Enfermero
- Regina Lamm... Médica
- Javier Braier ... Empleado en mesa de internaciones
- Marcos Drlje ... Médico obstetra
- Rosario Peralta Martínez... Enfermera incubadora
- Maria Iriel Brisighelli ... Enfermera
- Tobías Fioritti ... Lucio (4 meses)
- Mateo Fioritti ... Lucio (4 meses)
- Héctor Babenco ... Proyectorista
- Felipe Cacciavilliani ... Lucio (14 meses)
- Pedro Cacciavilliani ... Lucio (14 meses)
- Fernando Pardo ... Taxista secuestro Lucio
- Pacho Gherty ... Vendedor kiosco
- Carlos Portaluppi ... Abogado Carmen
- JuanMa Muñoz ... El Profe
- Esteban Lamothe ... Muchacho Pareja por Dto.
- Mariana Chaud ... Muchacha Pareja por Dto.
- Leandro Orowitz ... Padre Adolescente por dto.
- Luisina Baña Acosta ... Adolescente por dto. Rímini
- Inés Baum ... Mujer Asustada por dto.
- Matías Bringeri ... Hombre amante Sofía
- Roberto Blanzaco ... Entrenador
- Guillermo Cacace ... Profesor
- Ezequiel Díaz ... Joven gimnasio
- Walter Pereyra ... Policía
- Vivi Tellas ... Mujer espejo 1
- María Ucedo ... Mujer espejo 2
- Mercedes Fraile ... Mujer espejo 3
- Valeria Lois ... Mujer espejo 4
- Monica Raiola ... Entrevistadora 1
- Inda Lavalle ... Entrevistadora 2
- Mónica Calho ... Invitada instituto 1
- Laura López Moyano ... Invitada instituto 2
- Lila Monti ... Joven terraza
- Lucrecia Oviedo ... Adela H
- Lautaro Perotti
- Fabiana Donato